# Bon-Adrien Jeannot de Moncey
Bon-Adrien Jeannot de Moncey, Duque de Conegliano (Moncey, 31 de julho de 1754 – Paris, 20 de abril de 1842) foi um francês oficial militar e um comandante de destaque nas Guerras revolucionárias francesas e mais tarde um marechal do Império durante as Guerras Napoleônicas. Mais tarde, ele se tornou governador do Hôtel des Invalides. Moncey é um dos nomes inscritos sob o Arco do Triunfo, na coluna 33. 

## Juventude

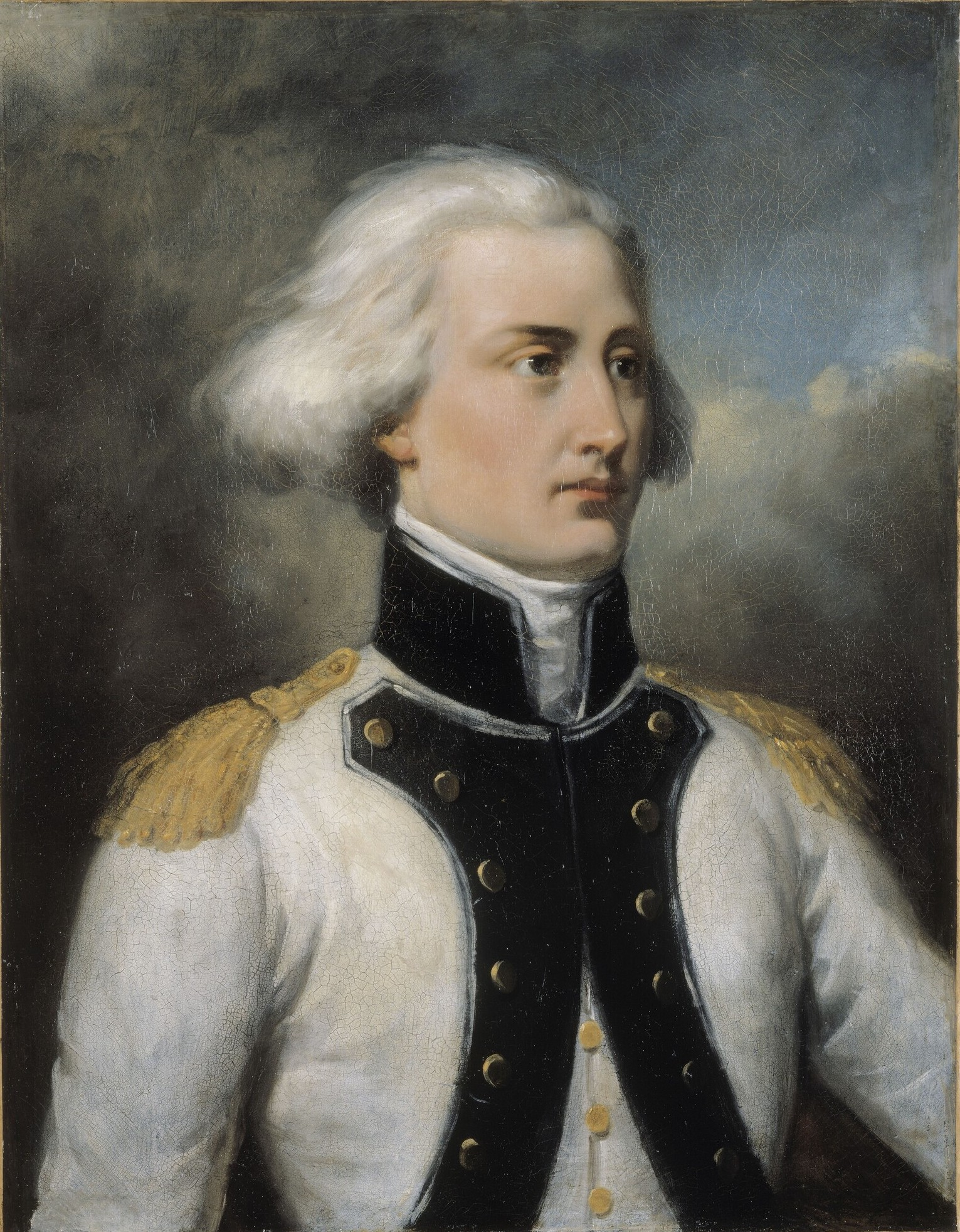
Moncey como capitão do 7º Regimento de Infantaria de Linha em 1792, por Dedreux-Dorcy (1834)

Moncey nasceu em 31 de julho de 1754 em Palise ou Moncey, Doubs. Seu pai era advogado de Besançon. Durante sua infância, ele se alistou duas vezes no exército francês, mas seu pai obteve sua dispensa em ambas as ocasiões. Seu desejo foi finalmente satisfeito em 1778, quando recebeu uma comissão.

## Guerras revolucionárias e napoleônicas

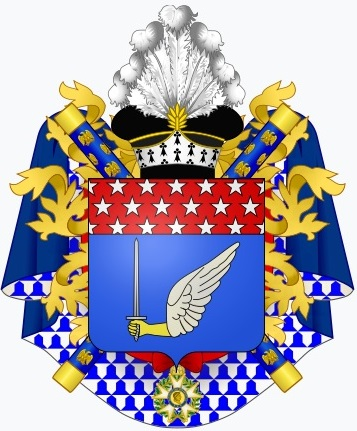
Brasão de armas de Bon-Adrien Jeannot de Moncey, Duque de Conegliano

Moncey era capitão quando, em 1791, abraçou os princípios da Revolução Francesa. Ele ganhou grande distinção nas campanhas de 1793 e 1794 durante a Guerra dos Pirenéus, passando de comandante de um batalhão a comandante-em-chefe do Exército dos Pirenéus Ocidentais em poucos meses, e suas operações bem-sucedidas foram instrumentais em obrigar o governo espanhol a fazer a paz. Depois disso, passou a ocupar cargos de chefia até 1799, quando o governo, suspeitando que fosse monarquista, o demitiu.
O golpe de estado de 18 de Brumário em 1799 trouxe Moncey de volta à lista ativa, e durante a campanha italiana de Napoleão de 1800, ele liderou um corpo da Suíça para a Itália, superando todas as dificuldades de trazer cavalos e armas sobre o então formidável Passo de São Gotardo. Em 1801, Napoleão o nomeou inspetor-geral da Gendarmaria francesa e, ao assumir o título imperial, fez dele um marechal do Império. Em 1805, Moncey recebeu o Grande Cordão da Legião de Honra.
Em julho de 1808, Moncey foi nomeado duque de Conegliano; era um grande feudo duché, uma rara honra hereditária. O título foi posteriormente confirmado durante a Restauração dos Bourbon e, como não tinha filho sobrevivente, Moncey recebeu permissão para passá-lo a seu genro (com seu título recentemente concedido de Barão de Conegliano e Par da França).
No mesmo ano, durante a Guerra Peninsular, Moncey foi enviado para a Espanha no comando de um corpo de exército. Ele se distinguiu por seu avanço vitorioso sobre Valência, mas o efeito disso foi destruído pela derrota do general Pierre Dupont na Batalha de Bailén. Moncey então teve um papel importante na campanha do imperador no Ebro e no Segundo Cerco de Zaragoza em 1809.
Ele se recusou a servir na invasão da Rússia e, portanto, não teve participação na campanha do Grande Armée em 1812 e 1813. No entanto, quando a França foi invadida em 1814, Moncey reapareceu no campo e travou a última batalha por Paris no alturas de Montmartre e na barreira de Clichy.
Em 1814, ele apoiou Luís XVIII e foi feito Par da França como Barão de Conegliano (confirmado em 1825). Ele permaneceu neutro durante o retorno de Napoleão ao poder, sentindo-se vinculado a Luís XVIII por seus compromissos como Par da França, mas depois de Waterloo foi punido por se recusar a participar da corte marcial do marechal Michel Ney com prisão e perda de seu marechalato e nobreza.

## Restauração Bourbon
Em 1816, Moncey recebeu de volta o título de marechal do rei e voltou a entrar na Câmara dos Pares três anos depois. Ele continuou sua carreira militar como seu último serviço ativo foi como comandante de um corpo do exército na curta guerra com a Espanha em 1823. De 1833 a 1842, Moncey tornou-se governador do prestigioso Hôtel des Invalides (uma casa para veteranos em Paris). Presente na devolução dos restos mortais de Napoleão em dezembro de 1840, ele disse após a cerimônia: "Agora, vamos para casa morrer".

## Família
Moncey casou-se com Charlotte Prospère Remillet (1761-1842), com quem teve 3 filhos:
- Anne-Françoise (1791-1842), casada com Louis-Charles Bourlon de Chevigné, a quem o rei permitiu que adicionasse "de Moncey" ao sobrenome em 1819;
- Bon-Louis (1792-1817);
- Jeanne-Françoise (1807-1853), casou-se com Alphonse-Auguste Duchesne de Gillevoisin de Conegliano (1798-1878), 2º Barão de Gillevoisin e posteriormente 2º Duque de Conegliano e 2º Barão de Conegliano, que herdou os títulos de seu sogro.